# Schijvenglas
Schijvenglas is vlakglas dat via een bepaalde methode is vervaardigd. 
Bij deze oude techniek van vensterglas maken werd gesmolten glas door middel van middelpuntvliedende kracht vervormd tot een vrij platte schijf. Volgens sommigen werd tijdens de techniek het glas tevens geblazen, anderen beschrijven het glasblazen echter niet.
Tot het begin van de 20e eeuw werd schijvenglas op grote(re) schaal vervaardigd voor vensterruitjes, vandaag de dag wordt het niet tot nauwelijks meer geproduceerd.